# Вила Базилика
Вила Базилика (итал. Villa Basilica) је насеље у Италији у округу Лука, региону Тоскана.
Према процени из 2011. у насељу је живело 477 становника. Насеље се налази на надморској висини од 335 м.

## Становништво
| 1931. | 1936. | 1951. | 1961. | 1971. | 1981. | 1991. | 2001. | 2011. |
| ----- | ----- | ----- | ----- | ----- | ----- | ----- | ----- | ----- |
| 2.996 | 2.938 | 2.822 | 2.670 | 2.369 | 2.166 | 2.028 | 1.792 | 1.700 |